# Acacia smeringa
Acacia smeringa är en ärtväxtart som beskrevs av Alexander Segger George. Acacia smeringa ingår i släktet akacior, och familjen ärtväxter. Inga underarter finns listade i Catalogue of Life.